# Castello di Castelbello
Il castello di Castelbello (talora semplicemente Castelbello, in tedesco: Schloss Kastelbell), è un castello che sorge nel comune di Castelbello-Ciardes, in val Venosta.

## Storia

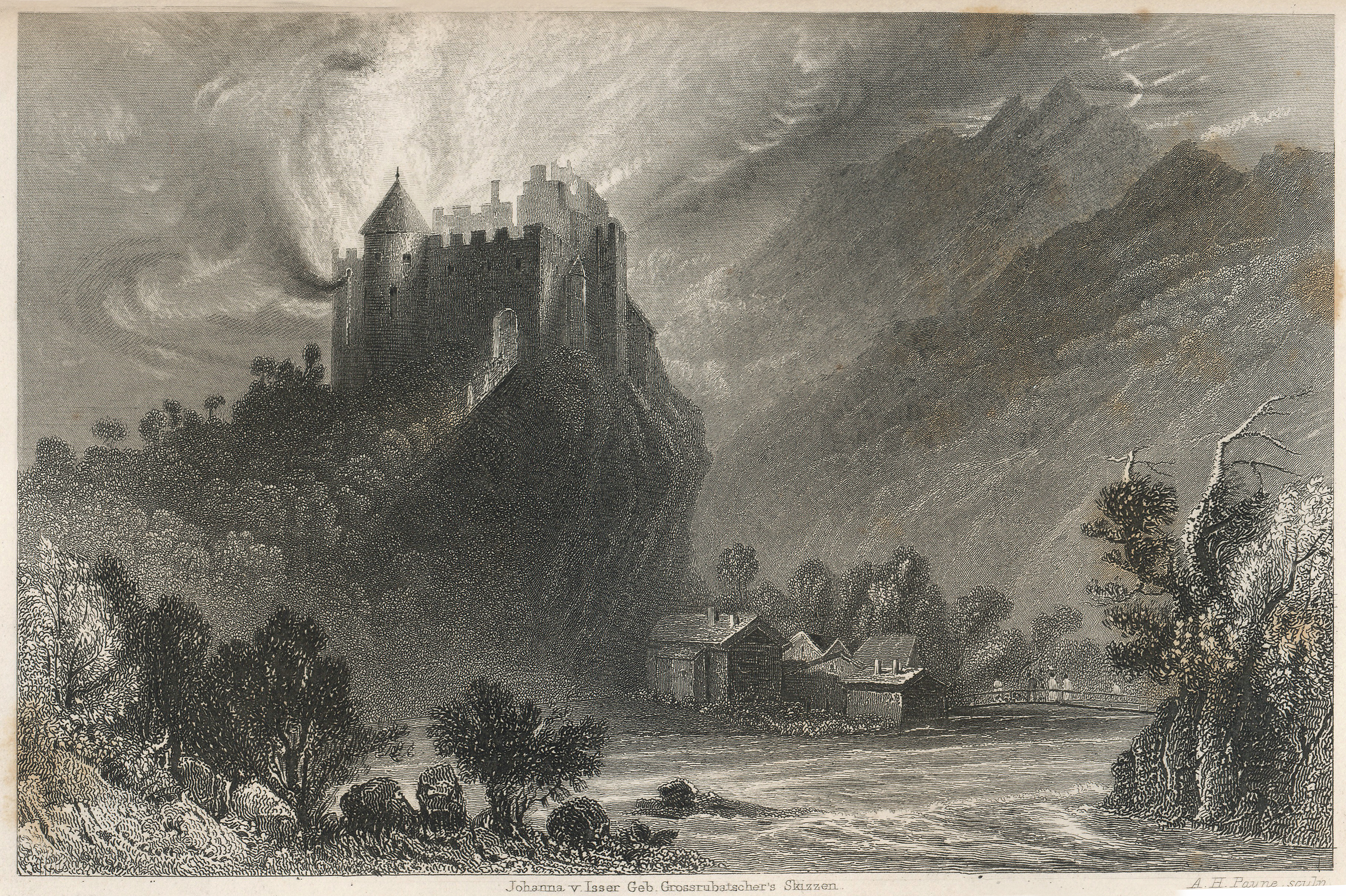
Antica vista del castello

Le prime tracce documentate del castello risalgono al 1238. Fu eretto dai signori von Montalban, vassalli dei conti di Tirolo, ai quali il castello passò dopo il 1200.
Successivamente, dal 1300 circa, il castello fu sede giudiziaria. In seguito ad alcuni scambi di proprietà, nel 1531 divenne di proprietà dei conti von Hendl, che ristrutturarono il castello e lo allargarono in alcune parti, conferendogli l'aspetto attuale.
Nel periodo tra il 1813 e il 1824, il castello fu colpito da numerosi incendi che lo distrussero. Solo una parte, adibita ad abitazione, fu ricostruita dai proprietari, il resto venne lasciato allo stato di rudere.
Finalmente, dopo anni di lotte legali con il conte von Hendl, nel 1956 lo Stato italiano acquistò il castello per una somma pari a 31.068 lire.
Dopo alcuni iniziali restauri negli anni '60, un risanamento completo fu terminato nel 1995.
Nel 1999 il castello fu dato in concessione al comune che, a sua volta, ne ha affidato la gestione a una cooperativa.
Oggi il castello è aperto al pubblico e usato per mostre e concerti.

## Gli interni
La corte interna presenta una pianta molto stretta ed è caratterizzata da un arco a tutto sesto ribassato che collega, attraverso un passaggio con copertura in legno, le due parti del castello.
La cappella, posta al primo piano dell’ala nord, è stata realizzata nel XIV e presenta una semplice struttura architettonica con torretta e bifora su pianta rettangolare ed è decorata da affreschi coevi. Nell’abside è raffigurata l’Annunciazione, nella volta Cristo benedicente circondato dai simboli dei quattro Evangelisti insieme allo stemma del Tirolo e della famiglia Hendl. Sulla parete posteriore è rappresentato Dio che sorregge la croce e in basso Gesù crocifisso, questa rappresentazione, usualmente, prevede la presenza della Colomba dello Spirito Santo tra le due figure per rappresentare la Trinità, in questo affresco, invece, si può osservare la presenza inconsueta tra le due figure di Maria con il Bambino. Sulle pareti laterali sono rappresentati  Apostoli e Santi. Nel 2001 è stato realizzato un restauro degli affreschi dell’abside e delle pareti laterali.
Nel locale a destra dell'ingresso è stata ricostruita la vecchia cucina (die Alte Kuchl). I locali restaurati del corpo centrale, nella zona orientale del castello, vengono utilizzati per mostre e manifestazioni culturali.